# Jikkyō Powerful Pro Yakyū 4
Jikkyō Powerful Pro Yakyū 4 (実況パワフルプロ野球4) és un videojoc de beisbol de dibuixos animats per la Nintendo 64. Va ser llançat només al Japó el 1997. És el primer videojoc de la saga Jikkyō Powerful Pro Yakyū' per la Nintendo 64, i té les continuacions de Jikkyō Powerful Pro Yakyū 5, Jikkyō Powerful Pro Yakyū 6 and Jikkyō Powerful Pro Yakyū 2000 i Jikkyō Powerful Pro Yakyū Basic-han 2001. Tots els videojocs de la saga han sigut llançats només al Japó.